# NGC 7286

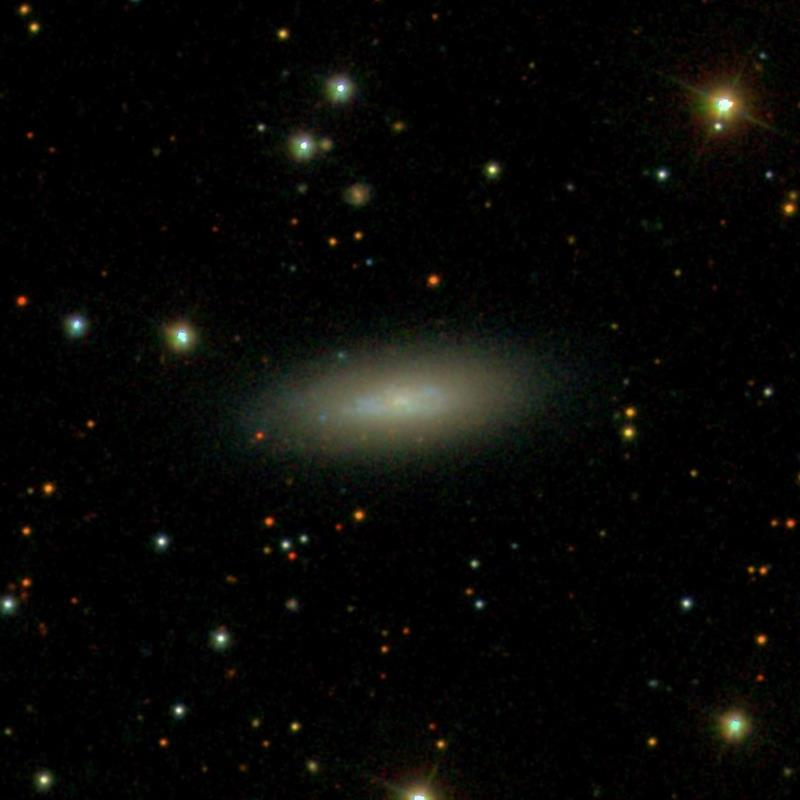
NGTC 7286

NGC 7286 é uma galáxia espiral (S0-a) localizada na direcção da constelação de Pegasus. Possui uma declinação de +29° 05' 48" e uma ascensão recta de 22 horas, 27 minutos e 50,5 segundos.
A galáxia NGC 7286 foi descoberta em 15 de Setembro de 1828 por John Herschel.